# (2057) Rosemary
(2057) Rosemary ist ein Asteroid des äußeren Hauptgürtels, der am 7. September 1934 vom deutschen Astronomen Karl Wilhelm Reinmuth an der Landessternwarte Heidelberg-Königstuhl (IAU-Code 024) entdeckt wurde.
Der mittlere Durchmesser des Asteroiden wurde mit 12,151 km (±0,144) berechnet. Er hat mit einer Albedo von 0,124 (± 0,027) eine eher dunkle Oberfläche, vergleichbar mit der Albedo des Erdmondes. Die Sonnenumlaufbahn von (2057) Rosemary ist mit einer Exzentrizität von 0,2344 stark elliptisch. Der Asteroid befindet sich in einer 3-2-1-Bahnresonanz mit Jupiter und Saturn.
(2057) Rosemary wurde nach Rosemary Birky Hoffmann Scholl benannt, der ersten Ehefrau von Hans Scholl (* 1942), einem Astronomen, der am Heidelberger Astronomischen Rechen-Institut tätig war. Nach Hans Scholl wurde der Asteroid des äußeren Hauptgürtels (2959) Scholl benannt.